# Servizio informazioni operative e situazione
Il Servizio informazioni operative e situazione (SIOS) era un'articolazione dei servizi segreti italiani, più correttamente era un servizio di intelligence, costituito all'interno di ciascuna delle forze armate italiane.
È stato sostituito dal 1997 dal II Reparto Informazioni e Sicurezza dello stato maggiore della difesa, attraverso i suoi uffici.

## Storia
Nati nel 1949, insieme al SIFAR che unificava il SIM con i due precedenti servizi delle altre forze armate, i SIOS si occupavano essenzialmente della sicurezza all'interno delle basi militari e del personale, dell'acquisizione di informazioni inerenti ai paesi stranieri e potenzialmente ostili. Ne esisteva uno per ogni forza armata: SIOS Esercito, SIOS Marina, SIOS Aeronautica. Erano alle dirette dipendenze di ciascun capo di Stato Maggiore di Forza Armata.
I tre SIOS, con la riforma del 1977 avevano "compiti di carattere esclusivamente tecnico-militare e di polizia militare limitatamente all'ambito della singola forza armata o corpo. Essi agiscono in stretto collegamento con il SISMI".
Furono di fatto ridimensionati nella operatività nel 2001, sono poi stati soppressi ufficialmente il 30 settembre 2006 con Circolare ordinativa SMD117/47372/G.01.05 dell'11 luglio 2006 e unificati nel "II Reparto informazioni e sicurezza" che è stato anche potenziato nelle funzioni.

## Compiti e funzioni
I membri del Servizio provenivano dalla stessa forza armata di riferimento e dall'Arma dei Carabinieri (solo nello Stato Maggiore). Avevano oltre che particolari compiti di informazione tecnico-militare, anche quelli di polizia militare (C.S.). Gli addetti militari, navali e aeronautici presso le ambasciate italiane all'estero, dipendevano funzionalmente dal relativo SIOS.
I SIOS dipendevano dal capo di stato maggiore della rispettiva forza armata, ed avevano anche funzione di collegamento prima con il SID, poi con il Servizio per le informazioni e la sicurezza militare. La Guardia di Finanza manteneva un autonomo "Servizio informativo".

## Organizzazione

### Esercito Italiano
Il SIOS Esercito era chiamato a definire il potenziale militare di un determinato Paese estero.
Gli competeva anche il rilascio delle abilitazioni di sicurezza per i militari fino al grado di tenente colonnello, e per i civili ed il personale ausiliario delle forze armate, ed i dipendenti delle ditte che effettuano lavori od assicurano forniture all'Esercito.
Dipendeva dal SIOS Esercito il Centro informazioni difesa elettronica (CIDE), con sede nella caserma Santa Barbara sulla via Litoranea ad Anzio, che accorpava l'8' Battaglione ricerca elettronica Tonale ed il 9' Battaglione guerra elettronica Rombo.

### Aeronautica Militare
Di seguito l'organizzazione del S.I.O.S. Aeronautica Militare:
- Servizio informazioni operative e sicurezza (S.I.O.S.) Aeronautica Militare (Roma)
  - 1º Gruppo Servizio informazioni operative e sicurezza (S.I.O.S.) - (Milano)
    - Servizio operazioni di gruppo - (Milano)
      - Sezione operazioni di gruppo - (Milano)

    - 11ª Squadriglia S.I.O.S. - (Villafranca di Verona)
    - 12ª Squadriglia S.I.O.S. - (Padova)
    - 13ª Squadriglia S.I.O.S. - (Cameri)
    - Compagnia carabinieri S.I.O.S. - (Milano)

  - 2º Gruppo Servizio informazioni operative e sicurezza (S.I.O.S.) - (Ciampino)
    - Servizio operazioni di gruppo - (Ciampino)
      - Sezione operazioni di gruppo - (Ciampino)

    - 21ª Squadriglia S.I.O.S. - (Firenze)
    - 22ª Squadriglia S.I.O.S. - (Capodichino)
    - 23ª Squadriglia S.I.O.S. - (Pratica di Mare)
    - 24ª Squadriglia S.I.O.S. - (Decimomannu)
    - Compagnia Carabinieri S.I.O.S. - (Ciampino)

  - 3º Gruppo Servizio informazioni operative e sicurezza (S.I.O.S.) - (Bari)
    - Servizio operazioni di gruppo - (Bari)
      - Sezione operazioni di gruppo - (Bari)

    - 31ª Squadriglia S.I.O.S. - (Sigonella)
    - 32ª Squadriglia S.I.O.S. - (Taranto)
    - Compagnia carabinieri S.I.O.S. - (Bari)

  - Squadriglia S.I.O.S. della Scuola di guerra aerea (S.G.A.) - Scuola Applicazione A.M. - (Firenze)
  - Centro elaborazione elettronica dati (C.E.E.D.) del S.I.O.S. - (Pratica di Mare)
    - Servizio sviluppo software applicativo - (Pratica di Mare)
    - Servizio gestione sistema elaborazione automatizzata dati - (Pratica di Mare)
    - Gruppo Analisi Elaborazioni Speciali - (Pratica di Mare)
    - Servizio supporto tecnico - (Pratica di Mare)

### Marina Militare
Il SIOS Marina era chiamato a controllare la situazione marittima complessiva, non solo militare, nell'area del Mediterraneo.
All'interno del SIOS Marina erano inseriti negli anni '60 anche nove nuclei carabinieri, poi unificati nel Reparto carabinieri SIOS Marina .

## Comandanti

### SIOS Esercito
- (anni cinquanta): col. Antonio Lanfaloni
- (1969 - 1970): generale Vito Miceli
- (1970 - 1974): generale Siro Rossetti
- (1974 - 1975): colonnello (poi generale) Roberto Jucci
- (1980 - 1983): generale Benito Gavazza

### Marina Militare
- (1979 - anni ottanta): ammiraglio Antonino Geraci
- (anni '80): ammiraglio Aldo Gallo

### Aeronautica Militare
- 1965 generale Paolo Spadaccini
- (aprile 1979 -anni ottanta): generale squadra aerea Zeno Tascio

## Armoriale

Stemma del 1º Gruppo Servizio informazioni operative e sicurezza (S.I.O.S.) - (Milano) dell'Aeronautica Militare
Stemma del 3º Gruppo Servizio informazioni operative e sicurezza (S.I.O.S.) - (Bari) dell'Aeronautica Militare
Stemma del Centro elaborazione elettronica dati (C.E.E.D.) del S.I.O.S. - (Pratica di Mare) dell'Aeronautica Militare